# Kotiliesi
Kotiliesi är en finländsk damtidning som utges av Otavamedia Oy (tidigare Yhtyneet Kuvalehdet Oy) i Helsingfors. 
Kotiliesi, som grundades 1922, deltog från början aktivt i nationsbygget. Pärmbilderna, som i omkring trettio års tid ritades av Martta Wendelin, andas landsbygdsidyll och propagerar för den finländska livsstilen och den finländska kärnfamiljen. Tidningen blev på 1970-talet blev Finlands största damtidning och hade 2004 en upplaga på 179 000 och utkom med 22 nummer om året. År 2008 var upplagan drygt 148 000 och därpå följande år 140 297 exemplar.